# Фердинанд Шур
Фердинанд Шур (нім. Ferdinand Schur), повне ім'я — Філіпп Йоганн Фердинанд Шур, нім. Philipp Johann Ferdinand Schur); (18 лютого 1799 , Кенігсберг, Прусське королівство  — 27 травня 1878 , Бельсько-Бяла, Сілезія, Прусське королівство ) — німецький та австрійський ботанік, хімік, фармацевт.

## Життєпис
Народився 18 лютого 1799 року у Кенігсберзі, Королівство Пруссія, тепер Калінінград, Калінінградська область, Росія.
Навчався у Кенігсберзькому університеті й Берлінському університеті імені Гумбольдта, де протягом 5 років вивчав фармацевтику, хімію, фізику, мінералогію, зоологію, ботаніку і філософію.
У 1831 році Філіп Йоганн Фердинанд Шур став директором хімічної фабрики поблизу Відня. Він займався техно-хімічними дослідженнями і ботанікою. Згодом Фердинанд Шур став співробітником австрійського ботанічного журналу.
У 1839 році він заснував хімічну фабрику. Працював шкільним вчителем в Кронштадті (1853–54), згодом приватним ученим у Відні (1854–70), Брно і Білітці.
Філіп Йоганн Фердинанд Шур зробив значний внесок у ботаніку, описавши численні види рослин. Він був автором цінної праці «Enumeratio Plantarum Transsilvaniae», в якій було зібрано результати дев'яти років ботанічних досліджень у Трансильванії, проведених за дорученням Карла ІІ, князя Шварценберґа та за державний кошт. Інша його значна праця з трансільванської флори — «Sertum florae Transsilvaniae» (1853).
Помер 27 травня 1878 року в місті Бельсько-Бяла, Сілезія, Королівство Пруссія, тепер Сілезьке воєводство, Польща.

## Наукова діяльність
Мав широкі зацікавлення, займався на папоротями, мохоподібними і насінними рослинами.